# Алнашка
Алнашка — река в России, протекает по территории Удмуртской Республики. Устье реки находится в 100 км по правому берегу реки Тойма. Длина реки составляет 16 км.
Устье реки находится в селе Алнаши.

## Данные водного реестра
По данным государственного водного реестра России относится к Камскому бассейновому округу, водохозяйственный участок реки — Кама от Нижнекамского гидроузла и до устья, без реки Вятка, речной подбассейн реки — бассейны притоков Камы до впадения Белой. Речной бассейн реки — Кама.